# Hydropsyche kangra
Hydropsyche kangra là một loài Trichoptera trong họ Hydropsychidae. Chúng phân bố ở miền Ấn Độ - Mã Lai.